# La Dynamique du client

La Dynamique du client est le titre d'un ouvrage paru pour la première fois en 1994 chez Maxima-Laurent du Mesnil éditeur.
Dans ce livre, Gérard Mulliez, le fondateur d'Auchan, présente et commente le contenu d'une analyse stratégique et les techniques commerciales développées par Richard C. Whiteley, publié d'abord aux États-Unis sous le titre The customer driven company.
Recueillis par Jean-Pierre Thiollet , ses propos ont une résonance forcément particulière. D'abord parce que Gérard Mulliez a sans doute été, au moins jusqu'à la parution de La dynamique du client, l'un des grands créateurs et chefs d'entreprise les plus discrets ou les plus secrets qui soient. Ensuite parce que les sociétés que ce patron a longtemps dirigées ou supervisées sont des enseignes très connues (Auchan bien sûr, mais aussi  Décathlon,  Leroy Merlin,  Boulanger,  Flunch,  Kiloutou...) et qu'elles représentent un chiffre d'affaires global supérieur à 80 milliards d'euros. Enfin parce que le patrimoine professionnel et personnel de la famille Mulliez est sans aucun doute l'un des plus importants d'Europe. 
Dans ces conditions, le discours tenu par Gérard Mulliez sur les objectifs et les missions de l'entreprise revêt un intérêt forcément exceptionnel. Il consiste notamment à faire remarquer que si nous ne vendons rien, nous avons tous des clients. Ce qui implique qu'il faut désormais dépasser la notion traditionnelle du client qui achète pour considérer l'ensemble des personnes avec lesquelles nous travaillons comme des clients potentiels. L'ensemble de l'ouvrage appelle à un véritable changement de perspective, dans le cadre d'une « révolution des services ».
Présent en Europe dans de très nombreux centres de documentation ou bibliothèques des facultés de sciences économiques ou des écoles de commerce, ce livre a été un « best-seller ». Il a fait l'objet de plusieurs rééditions. Fait très rare pour ce type d'ouvrage, sa diffusion a, semble-t-il, largement dépassé les 100 000 exemplaires.